# Nevelek dűlő
Göd-Nevelek Göd város egy része, Pest vármegyében, a Dunakeszi járásban.

## Fekvése
Göd város Budapesttől északra, 20–30 km-re a Gödöllői-dombság peremén és a Duna régi árterén fekszik.
Göd-Nevelek, avagy a Nevelek Dűlő az M2 autóút nyugati oldalán fekszik, és az Ilka patak határolja Felsőgöddel.
Sződ településsel földút és vegyes borítású szilárd útburkolat köti össze, míg Felsőgödöt két gyalogos-, illetve egy gépjárművek közlekedésére is alkalmas hídon érhetjük el.

## Története
A településrész elnevezése az elmúlt évszázadokban többféle formában bukkant fel.
A Magyarország régészeti topográfiája című könyv 28/3-as számú sződi lelőhelyként tartja nyilván e területet, mely a falutól délnyugatra, az Ilka-patak vizenyős völgyére lejtő domboldalakon található.
Őskori, újkőkori, késő középkori és Árpád-kori cserepek kerültek innen elő. Később nemcsak cserépdarabkák, hanem egy 8-13. századi falucska temetőjének maradványai is előbukkantak, amikor a szántás nyomán emberi csontok kerültek a felszínre.
Nevel vagy más néven Nevelek már 1578-ban szerepelt a váci püspökség urbáriumában. Ekkor Newel praediumról (puszta) csupán annyit jegyeztek fel, hogy a Sződhöz tartozó Göd-puszta határai között fekszik. 1625-ben már Nevelyként említik, ekkor az országot megszálló törökök szántják és lakják, de 1653-ban már újra a sződiek használják. 1825-ben még így írtak róla: „A gödi-puszta határ felé fekvő szélén lévő nádas és sásos hely melynek neve: Névely-posvány.” A terület írásos említései még: Zsellér-legelő, Nevel, Nevely, Newel, Nevelek-dűlő, Nevelőfák dűlője.
A sződi Homoki fák- és Nevelőfák-dűlőjének neve egy forrás szerint a futóhomokos terület 19. század eleji fásítására is utalhat. Ha a dűlő neveket vizsgáljuk meg, akkor megállapítható, hogy 1865-ben „alsó neveli düllő” és „felső nevelli düllő” is volt a községi dűlők között. Nevét a korabeli krónika szerint az ott buján tenyésző sásról kapta. Dr. Erdélyi István – Gödön élő régészprofesszor, a történettudományok doktora, címzetes egyetemi tanár – szerint a fenti vélekedésekkel ellentétben Nevelek neve a honfoglalás előtti történelmi időből származik, a magyarok által itt talált, vélhetően már keresztény földművelő-állattartó szláv „őslakosság” jelenlétét igazolja, mellyel az Árpád vezette magyarok összeolvadtak.
A Nevelek név semmiképpen nem hozható kapcsolatba a nevelés szóval. Az elnevezés lényege a ne-vel szóösszetételben gyökerezik. Amennyiben a vel szócskát nagynak fordítjuk, akkor a ne fosztóképzővel együtt azt jelzi „nem nagy”, hanem „kicsike” falunév rejlik ebben a szóban. A felszínen talált cserépdarabkák jelzik, lelőhelyükön már a 8. században is laktak. A település nevét „Nemnagy”-nak fordíthatjuk, s a tatárjáráskor pusztulhatott el („ne velky” szlovák kifejezés annyit jelent „nem nagy”). Szintén a Gödi Körkép című újságban jegyezte meg Katona Sándor e területről a következőket: Nevelek-dűlő geográfiailag sokkal nagyobb, mint az a terület, amit ma laknak. A lakott terület inkább a Gellért erdő része, mint Neveleké.